# Winsford (Cheshire)
Pour les articles homonymes, voir Winsford.
Winsford est une ville du Cheshire en Angleterre.

## Sel Gemme
La plus grande mine de sel gemme au Royaume-Uni est à Winsford. C'est l'un des trois seuls endroits au Royaume-Uni où l'on extrait de l'halite, les autres sont Mine de Boulby, Yorkshire du Nord et Kilroot, près de Carrickfergus, Irlande du Nord.

## Personnalités liées à la ville
- Clare Calbraith (1974-), actrice anglaise qui est apparue dans la série télévisée dramatique Downton Abbey, y est née ;
- Alan Oakes (1942-), ancien footballeur et entraîneur anglais, le recordman du nombre de matchs joués avec Manchester City, y est né.

## Jumelage
- Deuil-la-Barre (France) depuis le 28 novembre 1992[3]